# Can Rupit
Can Rupit és una casa d'Amer (Selva) inclosa a l'Inventari del Patrimoni Arquitectònic de Catalunya.

## Descripció
Edifici entre mitgeres de tres plantes i coberta de doble vessant a façana situat al costat dret del carrer Girona. La façana, de dues crugies, és arrebossada i pintada de color ocre-crema excepte la planta baixa i els emmarcaments de pedra d'algunes obertures.
La planta baixa consta d'un portal i d'una finestra. Ambdues són emmarcades de grans blocs de pedra sorrenca, tenen les llindes monolítiques i motllures als angles d'obertura. La finestra té a sobre un arc de descàrrega fet de pedres sense desbastar.
El primer pis conté dues finestres, una d'obra de rajola i ciment i l'altra emmarcada de pedra i de llinda monolítica. Ala llinda de la finestra hi ha, gravada, la data de 1741, una creu (+) i el nom abreviat de FRANch IALABTRE (Francesc Jalabert), possiblement el propietari o encomanador de la casa.
El segon pis consta de dues finestres d'obra i el ràfec està format per tres fileres, dues de rajola plana i una de teula entre elles.

## Història
Casa originària del segle xviii (1741) amb reformes i ampliacions durant els segles posteriors, XIX i XX.